# A Tempestade (filme)
The Tempest (bra/prt: A Tempestade) é um filme estadunidense, do gênero comédia dramática, baseado na peça de mesmo nome de William Shakespeare. O filme é dirigido por Julie Taymor e estreou no Festival de Veneza, em setembro de 2010.

## Elenco
- Helen Mirren como Prospero
- Felicity Jones como Miranda
- Reeve Carney como Ferdinand
- Alfred Molina como Stephano
- Russell Brand como Trinculo
- Djimon Hounsou como Caliban
- Chris Cooper como Antonio
- Alan Cumming como Sebastian
- Tom Conti como Gonzalo
- David Strathairn como Alonzo
- Ben Whishaw como Ariel

## Recepção
O Metacritic, que usa uma média ponderada, atribuiu ao filme uma pontuação de 43 em 100, baseado em 28 críticos, indicando críticas "mistas ou médias".